# Sprężyna śrubowa
Sprężyna śrubowa – rodzaj sprężyny wykonanej z drutu okrągłego, kwadratowego lub prostokątnego ukształtowanego w formie linii śrubowej. W zależności od kierunku nawinięcia sprężyny dzieli się na prawo- lub lewoskrętne, przy czym skok zwojów sprężyny może być stały lub zmienny.
Sprężyny śrubowe mogą być walcowe albo stożkowe. 
Sprężyna śrubowa może pracować na ściskanie, rozciąganie lub skręcanie.

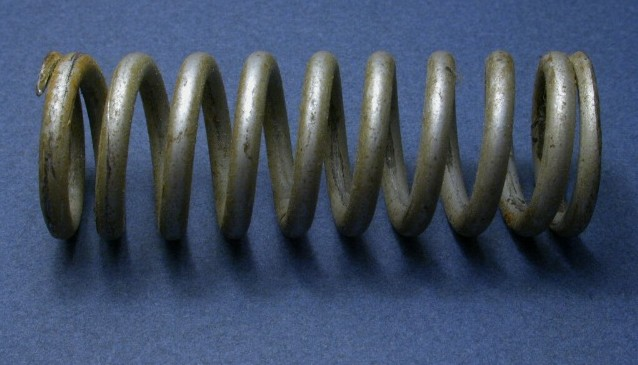
Sprężyna śrubowa walcowa naciskowa
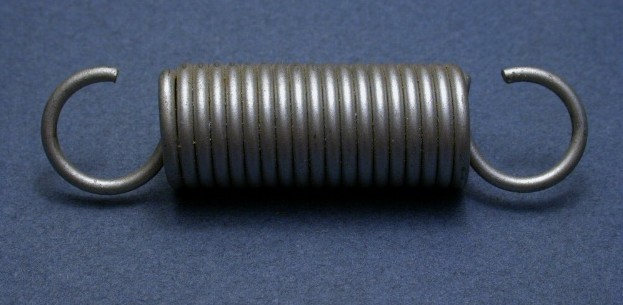
Sprężyna śrubowa walcowa naciągowa
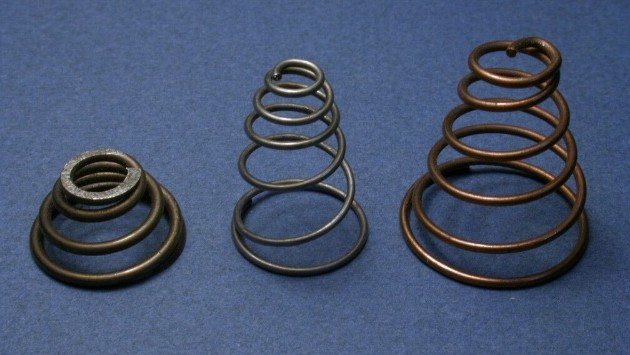
Sprężyny śrubowe stożkowe naciskowe
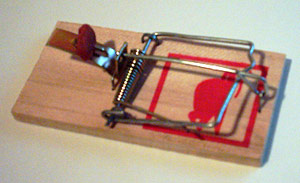
Sprężyna śrubowa walcowa skrętna